# Constant Huysmans
Constantinus „Constant” Carolus Huysmans (ur. 11 października 1928 w Antwerpii, zm. 16 maja 2016) – belgijski piłkarz grający na pozycji obrońcy. W swojej karierze rozegrał 22 mecze w reprezentacji Belgii.

## Kariera klubowa
Całą swoją karierę piłkarską Huysmans spędził w klubie Beerschot Antwerpia. W jego barwach zadebiutował w sezonie 1946/1947 w pierwszej lidze belgijskiej. Wraz z Beerschotem nie osiągnął znaczących sukcesów. W Beerschocie grał do końca sezonu 1961/1962.

## Kariera reprezentacyjna
W reprezentacji Belgii Huysmans zadebiutował 19 kwietnia 1953 roku w wygranym 2:0 towarzyskim meczu z Holandią, rozegranym w Amsterdamie. W 1954 roku był w kadrze na mistrzostwa świata w Szwajcarii. Rozegrał na nich dwa mecze: z Anglią (4:4) i z Włochami (1:4). Od 1953 do 1959 roku rozegrał w kadrze narodowej 22 mecze.